# Pfahlbausiedlung von Porto Galeazzi

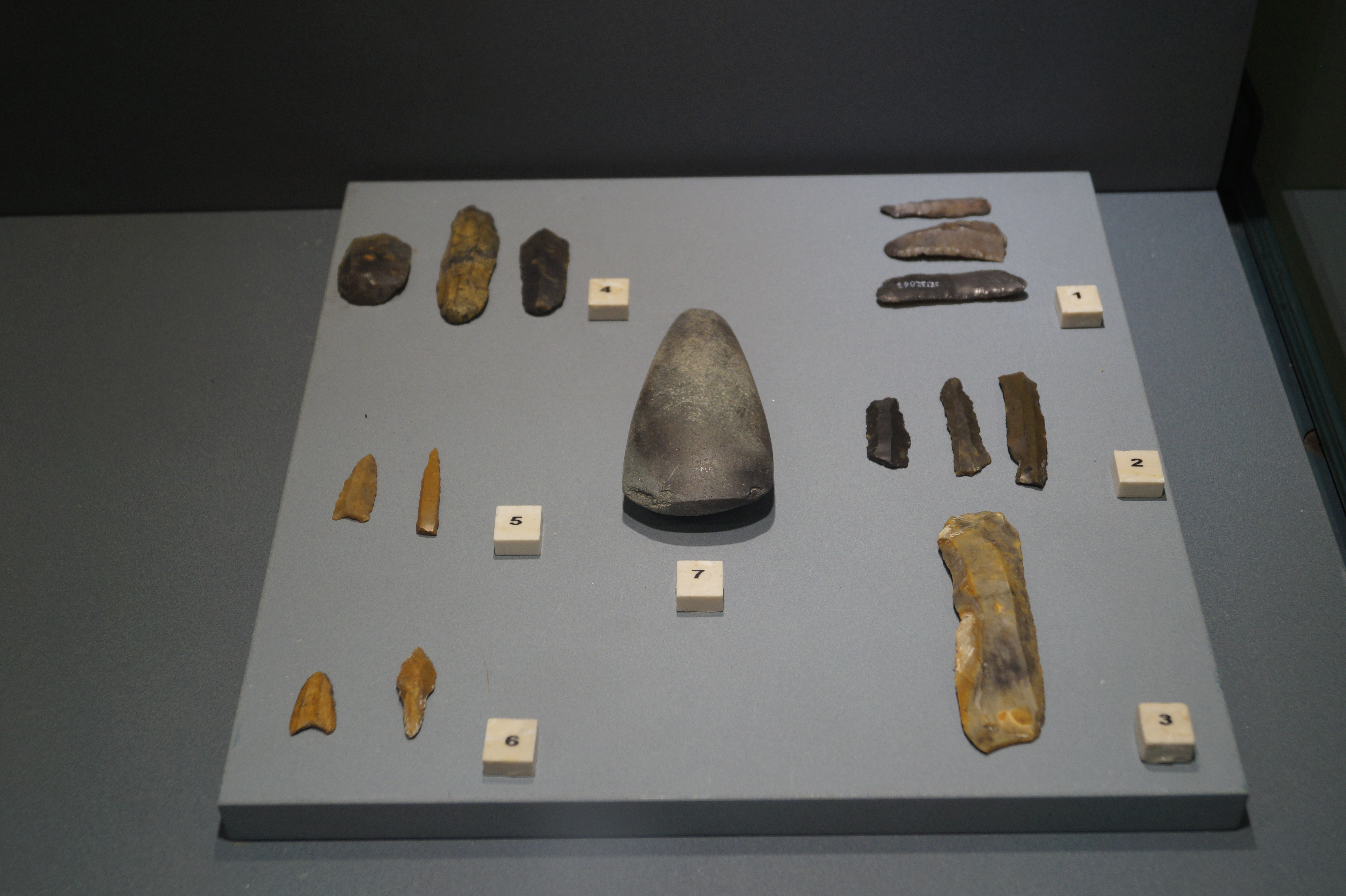
Feuersteinwerkzeuge und Axt aus grünem Stein

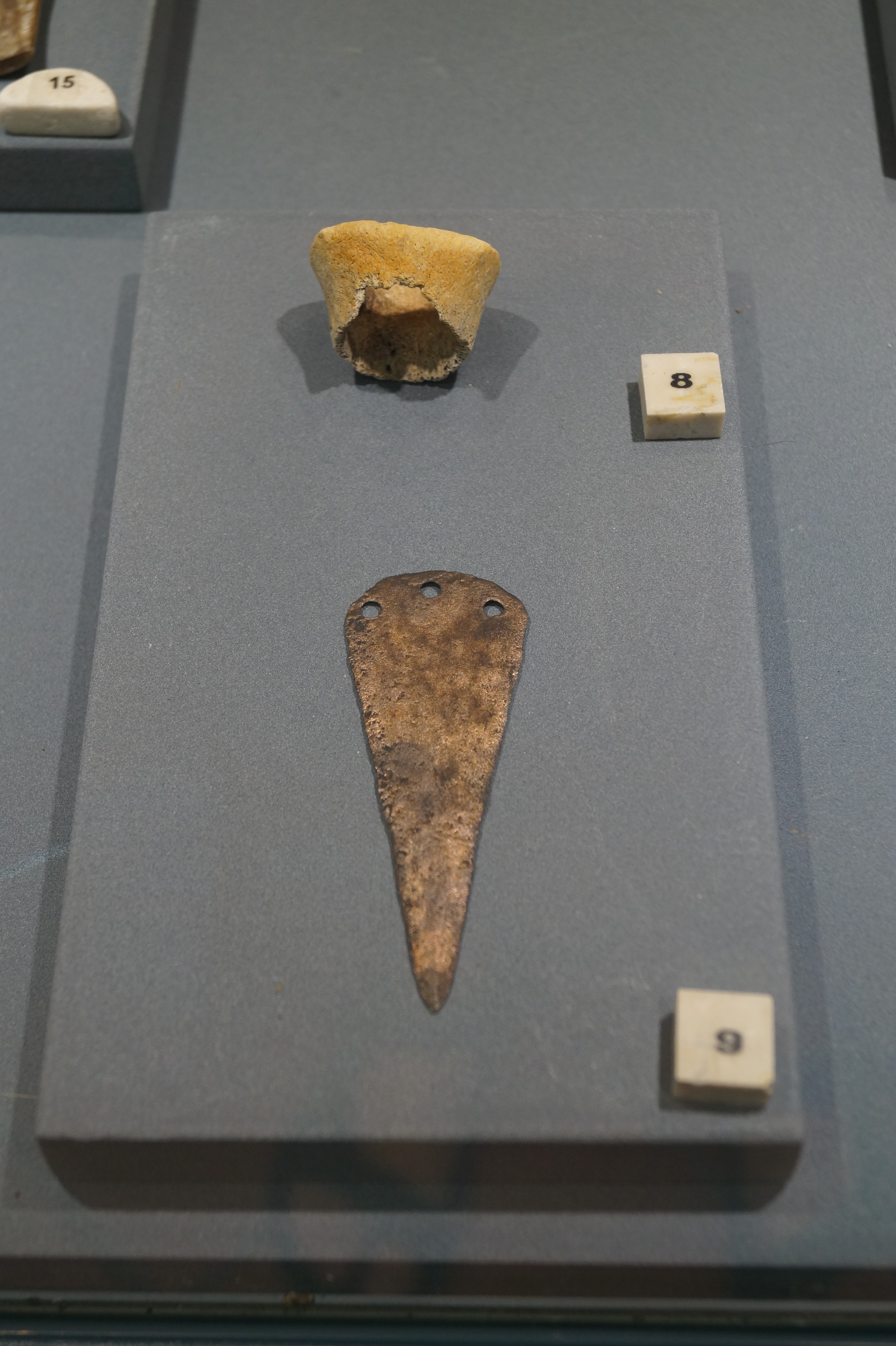
Dolchknauf aus Knochen und Dolchklinge aus Bronze

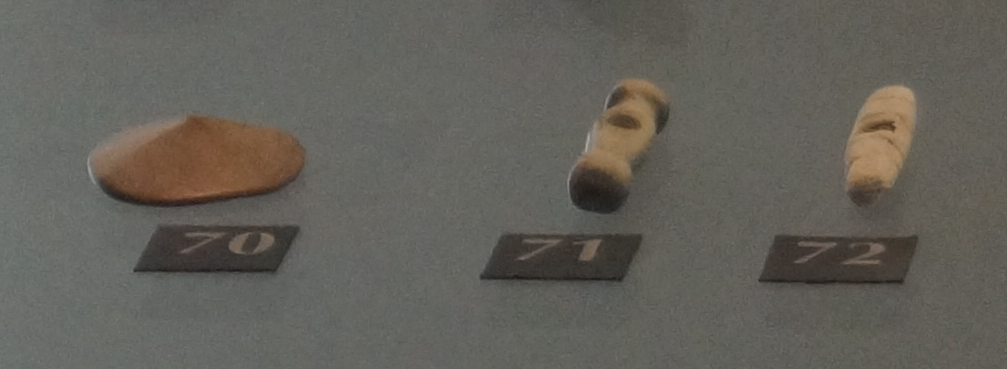
Konischer Knopf mit V-förmiger Bohrung (links) und zwei Knebel aus Knochen im Mongomery-Stil (rechts)

Die Pfahlbausiedlung von Porto Galeazzi (italienisch Palafitta di Porto Galeazzi) war eine bronzezeitliche Seeufersiedlung am Gardasee auf dem Gebiet der italienischen Gemeinde Sirmione etwa 450 m nördlich des Hafens Porto Riel. Sie gilt als assoziierte Station der 111 Prähistorischen Pfahlbauten um die Alpen, die 2011 in die Liste des UNESCO-Welterbes aufgenommen wurden.

## Entdeckung
Die Pfahlbausiedlung von Porto Galeazzi wurde von dem Hobbytaucher und Hobbyarchäologen Roberto Bisoli in den 1970er Jahren entdeckt. Zwischen 1982 und 1985 und im Jahre 1988 barg er zahlreiche Funde, die er später dem Museo Archeologico di Sirmione übergab. Die Funde sind heute dort und im Museo civico archeologico „Giovanni Rambotti“ in Desenzano del Garda ausgestellt. 2008 wurde die Stätte von Archäologen vermessen.

## Beschreibung
Die Reste der Pfahlbausiedlung fand man an der Ostseite der Halbinsel von Sirmione im Ortsteil Colombare in Ufernähe des kleinen Wassersporthafens Galeazzi. Es handelt sich um eine kleine Siedlung von etwa 70 m². Bei den ältesten Funden handelt es sich um neolithische Werkzeuge aus der Mitte des 6. Jahrtausends v. Chr. wie Feuersteinschaber und -stichel.
Die Siedlung wurde am Ende des Eneolitikums (2400–2200 v. Chr.) oder zum Beginn der frühen Bronzezeit gegründet. Die ersten Bewohner zeigten enge Beziehungen zu der Glockenbecherkultur. Man fand einige Dolchklingen, Pfeilspitzen, Schaber, Ahlen aus Feuerstein und Äxte aus grünem Stein, die an eneolithische Exemplare erinnern. Es wurden auch Knebel aus Knochen im Mongomery-Stil (auch Alamaro-Knöpfe genannt) und ein konischer Knopf mit V-förmiger Bohrung entdeckt, die man sowohl aus dem Eneolithikum als auch vom Beginn der frühen Bronzezeit kennt. Die Knebel im Mongomery-Stil werden meist als Anhänger interpretiert. Sie wurden in Norditalien, Süd- und Mittelostfrankreich und Süddeutschland entdeckt. Weitere Exemplare sind aus Süditalien, dem Nahen Osten und Lerna und Korakou in Griechenland bekannt. In den Gräbern von Vela di Valbusa und in den Siedlungen von Lavagnone und Lucone D wurden ähnliche Exemplare wie bei Porto Galeazzi gefunden. Der konische Knopf mit V-förmiger Bohrung erinnert an Stücke, die man in Polada, Lavagnone und Barche di Solferino fand.
Die meisten Funde der Pfahlbausiedlung von Porto Galeazzi werden der frühbronzezeitlichen Polada-Kultur zugeordnet. Hierbei handelt es sich um Tassen, Becher und konische Vasen, teilweise mit perforiertem Rand. An bronzenen Gegenständen fand man Dolchklingen und Nadeln. Schmuckelemente wurden aus Stein, Knochen, Geweih, Muschel, Perlmutt, Dentalium und durchbortem Zahn gefertigt. Als Relikte der Textilherstellung fand man Spinnwirtel, Tonspulen und Webgewichte. Dass man zur Jagd ging, zeigt eine steinerne Armschutzplatte zum Schutz des Arms eines Bogenschützen vor der zurückschnellenden Bogensehne. Ein Fragment einer Gussform lässt vermuten, dass auch Metallurgie betrieben wurde.
Die Auswertung der Keramikgefäße belegt, dass die Siedlung zu Beginn der mittleren Bronzezeit aufgegeben wurde.